# Palaeeudyptes antarcticus
Palaeeudyptes antarcticus — вимерлий вид птахів з роду Palaeeudyptes родини Пінгвінові. Мешкав 38-42 млн років тому (пізній еоцен).

## Опис
Загальна довжина коливалася від 1,2 до 1,5 м. Це перший викопний вид відомий науці. Відомі окремі рештки цього пінгвіна. Знаходиться на стадії вивчення.
За своєю поведінку був схожий на сучасних пінгвінів. Рештки були знайдені лише у Новій Зеландії та на о. Сеймур (неподалік Антарктиди).